# Njutångers distrikt
Njutångers distrikt är ett distrikt i Hudiksvalls kommun och Gävleborgs län. Distriktet ligger omkring Iggesund och Njutånger i östra Hälsingland.

## Tidigare administrativ tillhörighet
Distriktet inrättades 2016 och utgörs av  socknarna Njutånger och Nianfors i Hudiksvalls kommun.
Området motsvarar den omfattning Njutångers församling hade vid årsskiftet 1999/2000 och fick 1985 när socknarnas församlingar slogs samman.

## Tätorter och småorter
I Njutångers distrikt finns två tätorter men inga småorter.

### Tätorter
- Iggesund
- Njutånger